# Bataille de Gueskerou (2017)
Pour les articles homonymes, voir Bataille de Gueskerou.
Insurrection de Boko Haram
Batailles
La bataille de Gueskerou a lieu au Niger le 9 avril 2017 pendant l'insurrection de Boko Haram.

## Déroulement
Le soir du 9 avril 2017, les djihadistes de l'État islamique en Afrique de l'Ouest lancent une attaque sur la localité de Gueskerou, à une trentaine de kilomètres de la ville de Diffa. Selon une source sécuritaire de l'AFP, ils arrivent « en grand nombre » à  « moto puis en voiture » et se montrent « manifestement bien formés et surtout bien informés » sur les positions de l'armée nigérienne. Malgré cela, l'attaque est repoussée et les djihadistes se replient vers le Nigeria.

## Les pertes
Selon le ministère nigérien de la Défense, 57 djihadistes ont été tués, 15 militaires et deux civils blessés. Un pick-up Toyota, un canon de mortier, deux lance-roquettes RPG-7, cinq mitrailleuses et 20 fusils d'assaut AK-47 ont également été saisis. Auparavant, une source sécuritaire de l'AFP avait également fait état de la mort d'au moins 57 assaillants — dont « un grand émir » — et d'une dizaine de blessés légers du côté des militaires. 